# Vrutci (miasto Užice)
Vrutci (cyr. Врутци) – wieś w Serbii, w okręgu zlatiborskim, w mieście Užice. W 2011 roku liczyła 138 mieszkańców.